# The Pointer Sisters
The Pointer Sisters — американський поп/R&B гурт, утворений на початку 1970-х років в Окленді, Каліфорнія, сестрами Пойнтер (Pointer) — Бонні (Bonnie), 11.07.1950, Окленд, Каліфорнія, США — вокал; Джюн (June), 1954, Окленд, Каліфорнія, США — вокал; Анітою (Anita), 23.01.1948, Окленд, Каліфорнія, США — 2022, Беверлі-Гіллз, Каліфорнія, США, — вокал та Рут (Ruth), 1946, Окленд, Каліфорнія, США — вокал.
Вперше сестри заспівали разом у хорі церкви «West Oakland Church Of God», де їхний батько був пастором. 1969 року незважаючи на опір з боку батьків Бонні та Джюн вирішили присвятити себе світській музичній кар'єрі і утворили дует. Незабаром до них приєдналась Аніта, а 1972 року і Рут. Гуртом зацікавився продюсер, колишній джазовий музикант Дейвід Рубінсон, і запросив сестер взяти участь у записах Елвіна Бішопа, Боза Скеггса та Дейва Мейсона. А 1973 року Pointer Sisters дебютували власним альбомом «The Pointer Sisters».
У перший період своєї діяльності вокалістки Pointer Sisters культивували повну ностальгії традицію 1940-х років, що наближало їх до репертуару Andrews Sisters. Все це доповнювалося відповідним іміджем — боа з пір'я страуса та кольорові сукні з квіточками. Проте запропоновані Pointer Sisters пісні були дуже диференційовані. Були серед них, наприклад, композиції «Yes We Can Can» з репертуару Аллена Тауссейнта та «Wang Dang Dooble» Віллі Діксона, а були й твори, написані спеціально для квартету, та власні. Один з таких творів, «Fairytale», 1974 року відзначено нагородою «Греммі» як найкраще жіноче виконання кантрі-твору.
Проте Pointer Sisters не задовольнились таким станом речей, постійно стверджуючи, що аура ностальгії обмежує їх вокальні можливості. 1977 року квартет вирішив ненадовго припинити свою діяльність. 1978 року Бонні Пойнтер розпочала сольну кар'єру, а тріо, що залишилось, уклало угоду з фірмою Річарда Перрі «Planet» (до цього вони записувались на Blue Thumb).
1979 року сингл з композицією Брюса Спрінгстіна «Fire», що розійшовся мільйонами примірників, сповістив про возз'єднання родинної групи. Надалі сестри зробили два чергових суперхіти «He's So Shy» та «Slow Hand», а два твори 1984 року здобули нагороду «Греммі». Джюн та Аніта паралельно пропонували сольні записи. Однак попри те, що записаний 1985 року сестрами твір «Dare Me» став черговим хітом, пізнім роботам Pointer Sisters бракувало блиску ранніх творів.

## Дискографія
- 1979: The Pointer Sisters
- 1974: That's Plenty
- 1974: Live At The Opera House
- 1975: Steppin'
- 1976: The Best Of Pointer Sisters
- 1977: Having A Party
- 1978: Energy
- 1979: Priority
- 1980: Special Things
- 1981: Black & White
- 1982: So Excited!
- 1982: Pointer Sisters' Greatest Hits
- 1983: Break Out
- 1985: Contact
- 1986: Hot Together
- 1988: Serious Slammin
- 1989: Jump — The Best Of Pointer Sisters
- 1990: Right Rhythm
- 1993: Only Sisters Can Do That

### Аніта Пойнтер
- 1987: Love For What It Is.

### Джюн Пойнтер
- 1983: Baby Sister
- 1989: June Pointer

### Бонні Пойнтер
- 1978: Bonnie Pointer
- 1979: Bonnie Pointer
- 1984: If The Price Is Right